# 平壤綜合印刷廠
平壤綜合印刷廠（：／）是朝鮮民主主義人民共和國平壤直轄市的一家綜合印刷機構。1946年在金日成指示下成立並命名。主要負責印刷北韓的各類報刊、雜誌、書籍、年曆等。

## 製品
- 《勞動新聞》
- 《勤勞者》
- 《千里馬》